# Comma splice

Dans la grammaire anglaise, un comma splice, ou faute de virgule,, est l'utilisation d'une virgule pour joindre deux propositions indépendantes. Par exemple :
« It is nearly half past five, we cannot reach town before dark. »

## Description
Le comma splice est parfois utilisée dans l'écriture littéraire pour donner une impression de simplicité. En dehors de ce cas, il est généralement considéré comme une faute de style en anglais.
Les comma splices sont rares dans les ouvrages publiés, mais courants chez les débutants en anglais,. 
L'édition originale de The Elements of Style de William Strunk Jr. (1918) conseille d'utiliser un point-virgule, et non une virgule, pour joindre deux propositions grammaticalement complètes, sauf lorsque les propositions sont « très courtes » et « de forme similaire », par exemple :
« The gate swung apart, the bridge fell, the portcullis was drawn up. »